# Ferralsol

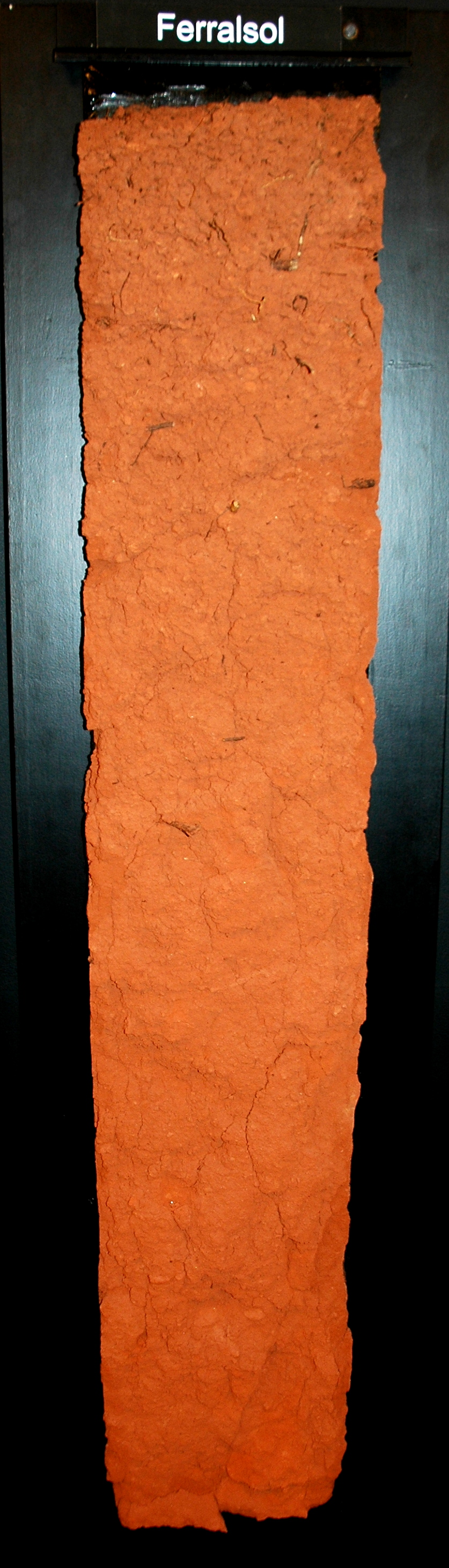
Ferralsol

Een Ferralsol (in de World Reference Base for Soil Resources) is de klassieke, sterk verweerde, rode of gele bodem van de vochtige tropen. Deze gronden hebben diffuse grenzen tussen de verschillende horizonten, bevatten voornamelijk kleimineralen als kaoliniet en een hoog gehalte aan ijzeroxiden. Ook de in de Franse bodemclassificatie gebruikte naam sols ferralitiques verwijst naar het hoge gehalte aan ijzer en aluminium-oxiden. Ferralsolen komen overeen met subgroupen van de Oxisols in de USDA Soil Taxonomy.
Ferralsolen zijn ontwikkeld in sterk verweerd materiaal, voornamelijk afkomstig van basisch gesteente, op stabiele terreinvormen van Pleistocene ouderdom of ouder. Ferralsolen die buiten de vochtige tropen voorkomen zijn relicten van bodemvorming uit een warmer klimaat (paleosolen).
Deze gronden hebben goede bodemfysische eigenschappen, maar zijn arm aan nutriënten. De lage bodemvruchtbaarheid en de eigenschap om fosfaat vast te houden zijn de belangrijkste beperkingen voor de landbouw. Het regelmatig toedienen van kalk en meststoffen zijn absoluut noodzakelijk voor een duurzame landbouw. Veel Ferralsols worden gebruikt voor zwerflandbouw en andere vormen van shifting cultivation.
Ferralsolen beslaan wereldwijd ongeveer 750 miljoen hectare. Ze zijn vooral te vinden in de vochtige tropen op de continentale schilden van Zuid-Amerika (met name in Brazilië) en van Centraal-Afrika, (o.a. in Congo, Angola en Madagaskar).

## Literatuur

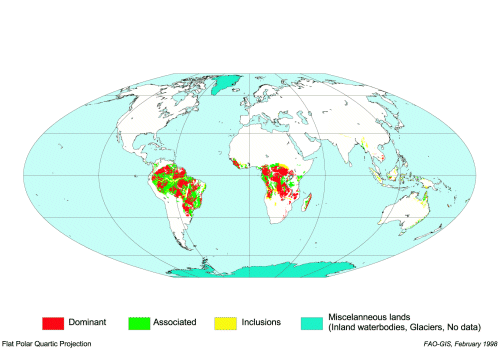
Voorkomen van Ferralsols